# Ambassade d'Haïti en République dominicaine
L'ambassade d'Haïti en République dominicaine est la représentation diplomatique de la République haïtienne auprès de la République dominicaine. Elle est située à Saint-Domingue, la capitale du pays. Son ambassadeur est, depuis mai 2022, Garvey Jean-Pierre,.